# Casalvolone
Casalvolone (Casavlón in piemontese) è un comune italiano di 884 abitanti della provincia di Novara in Piemonte.

## Storia

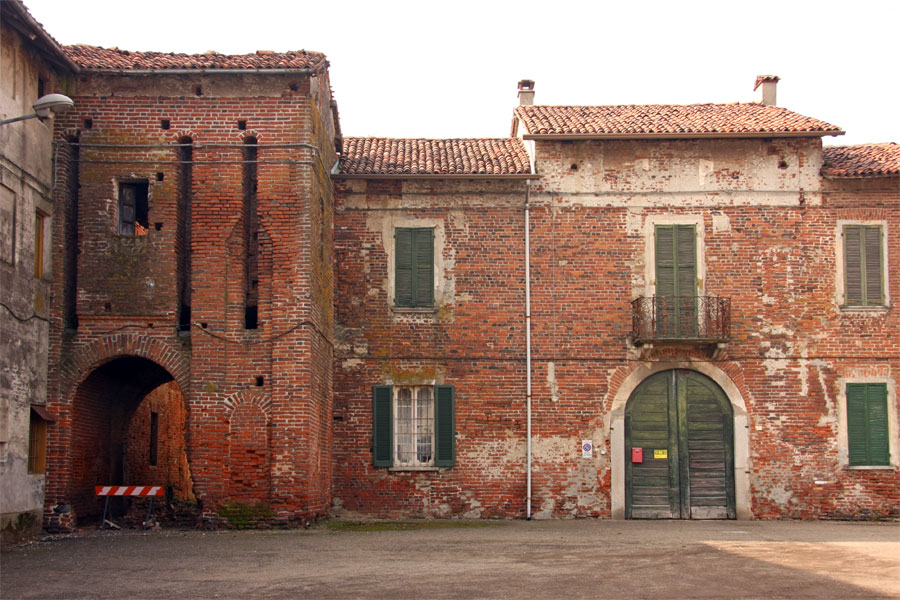
Castello della frazione Pisnengo

Il nome del paese deriva dal latino Casale Vallonis.
La storia di Casalvolone durante il Medioevo è strettamente legata con quella della sua abbazia, che compare citata per la prima volta nel 975, quando era retta dai benedettini.
I cistercensi, provenienti dall'abbazia di Morimondo, arrivarono a Casalvolone nel 1169, quando i benedettini decisero di abbandonare il monastero.
Un documento del 1225 fa risalire l'abbazia all'opera dei tre fratelli Ardizzone, Enrico e Tommaso di Casalvolone.
Non si sa con precisione quando l'abbazia fu abbandonata; certamente la trasformazione in abbazia commendataria nel XV secolo comportò una decadenza, poiché nel 1497 non la si trova menzionata fra le abbazie della Congregazione Cistercense Italiana di San Bernardo.
I suoi beni furono confiscati nel periodo napoleonico e nel 1819 il complesso monastico divenne di proprietà privata. La chiesa abbaziale fu ridotta ad un piccolo oratorio e abbattuta all'inizio del XX secolo. Del complesso monastico rimane la chiesa di San Pietro al Cimitero, che fungeva da parrocchia per il popolo.

## Monumenti e luoghi d'interesse
- Chiesa parrocchiale di San Pietro Apostolo
- Pieve di San Pietro, di fianco al cimitero

## Società

### Evoluzione demografica
Negli ultimi cento anni, a partire dal 1921, c'è stato un dimezzamento della popolazione residente.
Abitanti censiti

## Infrastrutture e trasporti
Fra il 1884 e il 1933 la località era servita da una fermata della tranvia Vercelli-Biandrate-Fara.

## Amministrazione
Di seguito è presentata una tabella relativa alle amministrazioni che si sono succedute in questo comune.
| Periodo        | Periodo        | Primo cittadino     | Partito                     | Carica              | Note  |
| -------------- | -------------- | ------------------- | --------------------------- | ------------------- | ----- |
| 3 luglio 1985  | 25 maggio 1990 | Mario Martini       | Partito Socialista Italiano | Sindaco             | [ 6 ] |
| 25 maggio 1990 | 24 aprile 1995 | Mario Martini       | Partito Socialista Italiano | Sindaco             | [ 6 ] |
| 24 aprile 1995 | 14 giugno 1999 | Nunzio Vaglio       | Partito Popolare Italiano   | Sindaco             | [ 6 ] |
| 14 giugno 1999 | 4 ottobre 2001 | Nunzio Vaglio       | Partito Popolare Italiano   | Sindaco             | [ 6 ] |
| 4 ottobre 2001 | 27 maggio 2002 | Patrizia Bianchetto |                             | Comm. straordinario | [ 6 ] |
| 28 maggio 2002 | 29 maggio 2007 | Ezio Piantanida     | lista civica                | Sindaco             | [ 6 ] |
| 28 maggio 2007 | 7 maggio 2012  | Ezio Piantanida     | lista civica                | Sindaco             | [ 6 ] |
| 7 maggio 2012  | 11 giugno 2017 | Simona Rastelli     | lista civica Uniti concreti | Sindaco             | [ 6 ] |
| 11 giugno 2017 | 12 giugno 2022 | Ezio Piantanida     | lista civica Uniti concreti | Sindaco             | [ 6 ] |
| 12 giugno 2022 | in carica      | Ezio Piantanida     | lista civica Uniti concreti | Sindaco             | [ 6 ] |